# Життєво важливе питання
Життєво важливе питання(англ. The Vital Question) —  науково-популярна книга британського біохіміка та письменника Ніка Лейна. Книга розповідає про те, як еволюція та виникнення життя на Землі стримувалися кількістю енергії.

## Зміст
У книзі Лейн обговорює те, що, на його думку, є серйозною прогалиною в біології: чому життя діє саме так і як воно виникло. На його думку, як біохіміку, основне питання полягає в енергії, оскільки всі клітини обробляють енергію однаково, покладаючись на велике падіння напруги на дуже маленькій товщині клітинної мембрани для забезпечення всіх хімічних реакцій життя. Електрична енергія перетворюється на форми, які клітина може використовувати за допомогою ланцюжка структур, що управляють енергією, вбудованих у мембрану. Після еволюції цей ланцюг зберігався всіма живими істотами, показуючи, що він життєво важливий для життя.
Автор стверджує, що таке падіння напруги не могло виникнути у звичайних умовах, таких як відкритий океан або в «теплому ставку». Натомість він припускає, що життя зародилося в глибоководних гідротермальних жерлах, оскільки вони містять хімічні речовини, які ефективно зберігають енергію, яку клітини можуть використовувати.
Коли з'явилися клітини, схожі на бактерії (без ядра), вони залишалися такими протягом двох з половиною мільярдів років. Потім клітини різко виросли за складністю та розміром, набуваючи ядра та інших органел, а також складні поведінкові особливості, включаючи стать, які, як він зазначає, виявляються у всіх складних формах життя, включаючи рослини, тварини та гриби.